# جلان مكينون
جلان مكينون هو سياسي كندي، ولد في 16 ديسمبر 1937. حزبياً، نشط في الحزب الليبرالي الكندي. وقد انتخب عضو مجلس العموم الكندي.